# 索尼音樂娛樂香港
索尼音樂娛樂香港有限公司是美國索尼音樂娛樂股份有限公司旗下的香港分公司。與香港環球唱片及香港華納唱片是香港三大唱片公司之一。

## 歷史
1969年11月，瑞華士香港有限公司成立。
1976年8月，公司改名為斯圖特瑞華士香港有限公司。
1979年12月，太平洋音樂有限公司成立。
1989年7月，美國貝塔斯曼公司與太平洋音樂合併為貝塔斯曼太平洋音樂有限公司。
1992年12月，公司改名為貝塔斯曼音樂香港有限公司。
2005年1月，新力音樂與貝塔斯曼音樂合併為香港新力貝塔斯曼音樂娛樂有限公司。
2008年12月，公司改名為索尼音樂娛樂股份有限公司，而現址位於紅磡紅鸞道18號中國人壽大廈10樓，而油塘工業城貨倉又被評作索尼港九貨倉。
2013年，創立民謠音樂項目「平原習作」，並於2018年7月12日正式成為音樂廠牌。
2023年12月11日，創立新音樂廠牌「Green Music」。

## 旗下歌手

### 香港

#### 索尼音樂娛樂（香港）
| 男歌手     | 男歌手 | 男歌手 | 男歌手 |
| ---------- | ------ | ------ | ------ |
| 陳柏宇     | 林奕匡 | 布志綸 |        |
| 女歌手     |        |        |        |
| 葉巧琳     |        |        |        |
| 樂隊／組合 |        |        |        |
| per se     |        |        |        |

#### 平原習作（O.U.R. Works）
| 男歌手     | 男歌手 | 男歌手 | 男歌手 |
| ---------- | ------ | ------ | ------ |
| Michael C  |        |        |        |
| 女歌手     |        |        |        |
| 黃 妍      |        |        |        |
| 樂隊／組合 |        |        |        |
| 小塵埃     |        |        |        |

#### Green Music
| 男歌手     | 男歌手  | 男歌手 | 男歌手   |
| ---------- | ------- | ------ | -------- |
| JB         | DJ King | 力 臻  | CotaBoii |
| Cheeseekit |         |        |          |
| 樂隊／組合 |         |        |          |
| Idol Girls |         |        |          |

### 亞洲（代理發行）
索尼音樂娛樂（中國）
| MC Jin （MC Jin Limited） | 關心妍 （晧星文化娛樂） | 胡鴻鈞 （邵氏兄弟） |
| 王祖藍 （海西傳媒）       |                         |                     |

RCA唱片（中國）
| 甄濟如 |

索尼音樂娛樂（台灣）
| 鍾漢良 （花花草草娛樂事業） | 鄧紫棋 （G Nation） | 鍾舒祺 （Pistis Management） |
| 林憶蓮 （Lead Talent）      |                     |                              |

索尼音樂娛樂（日本）

### 國際（代理發行）
索尼音樂娛樂

## 代理發行

### 索尼音樂娛樂（香港）

#### 索尼音樂娛樂（香港）旗下創作人
| 作曲人              | 作曲人                 | 作曲人 | 作曲人 |
| ------------------- | ---------------------- | ------ | ------ |
| 袁竣鋒 （平原習作） | 馮曦妤 （Click Music） |        |        |

#### 音樂人自立之廠牌代理發行
| 歌手／組合                    | 歌手／組合                 | 歌手／組合             | 歌手／組合                    |
| ----------------------------- | -------------------------- | ---------------------- | ----------------------------- |
| 藍奕邦 （Quiet Rebel）        | 區子琳 （Red Heart Emoji） | 林二汶 （Smallmslam)   | Kylie C. （Century Of K）     |
| Beanies （YHYS 6243 Limited） | 陳凱詠 （Jace World）      | 王菀之 （Ivana Music） | OneUp （SPARK Entertainment） |

#### The Noumenal Limited
| 歌手／組合 | 歌手／組合 | 歌手／組合 | 歌手／組合 |
| ---------- | ---------- | ---------- | ---------- |
| Daniel Toh | nico       |            |            |

#### 末薑（Ginger Muse）
| 歌手／組合 | 歌手／組合 | 歌手／組合  | 歌手／組合          |
| ---------- | ---------- | ----------- | ------------------- |
| 黃家正     | 張貝芝     | Timothy Sun | CY Leo （Beat One） |

#### 3721製作（3721 Productions）[7]
| 歌手／組合  | 歌手／組合 | 歌手／組合 | 歌手／組合            |
| ----------- | ---------- | ---------- | --------------------- |
| 野佬Yellow! | Jerald     | 壞碑唇     | ToNick （MARS Music） |

### The Orchard（英语：The Orchard (company)）（香港地區）[7]

#### 音樂人自立之廠牌代理發行
| 歌手／組合                                            | 歌手／組合                      | 歌手／組合               | 歌手／組合            |
| ----------------------------------------------------- | ------------------------------- | ------------------------ | --------------------- |
| Claudia Koh （Warner Chappell Music／Koh Production） | 林一峰 （LYFE Company Limited） | 何韻詩 （Goomusic）      | 黃心穎 （SUMTHING）   |
| 陳伊霖 （HH Entertainment Limited）                   | Cho Lewis （Urban Mountain）    | 李 然 （Leanne's Music） | 何 佩 （HOPUI Music） |
| 劉曉穎 （FHProductionHK）                             | 韓照昌 （Soullight Music）      | 雞蛋蒸肉餅 （火氣音樂）  | 洪心怡 （NH5 Music）  |
| 衛 蘭 （Royal Flux）                                  | 梁釗峰 （CF Theory）            |                          |                       |

#### 天下一音樂（One Cool Music）
| 歌手／組合                       | 歌手／組合 | 歌手／組合 | 歌手／組合 |
| -------------------------------- | ---------- | ---------- | ---------- |
| CY 陳宗澤 （One Cool ChillGOOD） | 張蔓莎     | 胡子彤     | 林愷鈴     |

#### Back Office Artist Services
| 歌手／組合 | 歌手／組合                          | 歌手／組合                         | 歌手／組合 |
| ---------- | ----------------------------------- | ---------------------------------- | ---------- |
| 小龜       | The Low Mays （Fulham Productions） | Young Hysan （Fulham Productions） |            |

#### Demo Records
| 歌手／組合 | 歌手／組合       | 歌手／組合 | 歌手／組合 |
| ---------- | ---------------- | ---------- | ---------- |
| Triple G   | MC $oHo & KidNey | ThaiMay    | N9         |

#### 音樂手作（Musechic）
| 歌手／組合   | 歌手／組合 | 歌手／組合 | 歌手／組合 |
| ------------ | ---------- | ---------- | ---------- |
| Charming Way | G.Racie    | 葉彥廷     |            |

#### 三大文化（Major Pop）
| 歌手／組合 | 歌手／組合 | 歌手／組合 | 歌手／組合                            |
| ---------- | ---------- | ---------- | ------------------------------------- |
| 糖妹       | 周國賢     | 神奇膠     | Sing Sing Rabbit （Under The Pillow） |

#### 思想製作（Ideology Productions）
| 歌手／組合 | 歌手／組合 | 歌手／組合 | 歌手／組合 |
| ---------- | ---------- | ---------- | ---------- |
| 張佳添     | 麥皓兒     |            |            |

## 解約藝人

### Sony Music
- 周永恆（2001年－2003年）
- 龐景峰
- 馬嘉均
- RedNoon
- 王菲（2003年－2005年）
- 盧巧音（1998年－2006年）2007年跳槽維高文化
- 徐偉賢（2004年－2006年）2006年跳槽一激音樂，2007年跳槽音樂手作
- 藍奕邦（2004年－2008年）2008年跳槽東亞唱片，2014年跳槽環球唱片
- 鄭伊健（1991年－2000年；2004年－2005年；2008年－2010年）2000年跳槽英皇娛樂，2005年跳槽博美娛樂，2010年約滿，2012跳槽寰亞唱片
- 方珈悠（2008年－2011年）
- 余翠芝（2013年－2015年）
- 彭家麗（1989年－1996年；2013年－2017年）
- 莊正（2013年－2020年）轉為獨立歌手
- 湯駿業（2015年－2019年）
- 黃浩琳（2013年－2020年）
- 樂遊團（2013年－2016年）
- 顏培珊（2013年－2021年）
- 莫文蔚（2017年－2023年）

### 前新力音樂
- 徐小鳳（1978年－1982年）1983年跳槽康藝成音，1985年跳槽寶麗金唱片
- 張武孝（1980年－1985年）1985年退出歌壇
- 蔡楓華（1981年－1989年）1989年淡出歌壇
- 林志美（1982年－1988年）1989年轉任音樂人，2003年復出歌壇
- 何家勁（1983年－1987年）1987年跳槽寶麗金唱片
- 陳秀雯（1983年－1987年）1987年退出歌壇，1996年跳槽寶麗金唱片
- 甄妮（1984年－1989年）1990年退出歌壇
- 林憶蓮（1985年－1988年）1988年跳槽華納唱片，1992年轉投星工廠（華星唱片代理發行），1995年跳槽滾石唱片，1999年跳槽維京音樂，2005年跳槽金牌娛樂，2012年跳槽環球唱片，2024年跳槽台灣索尼音樂娛樂
- 何嘉麗（1985年－1987年）1987年跳槽現代唱片，現於新聞界。
- 郭小霖（1986年－1990年）1991年跳槽飛碟唱片，1992年轉任音樂人，現為索尼音樂製作顧問
- 甄楚倩（1987年－1990年）1990年跳槽新藝寶唱片
- 鍾鎮濤（1988年－1990年）1991年跳槽華納唱片
- 周美茵（1988年－1990年）1991年轉回電台節目主持
- 戴蘊慧（1988年－1990年）1991年退出歌壇
- 寶珮如（1988年－1989年）1989年轉型為電視藝員，效力亞視超過20年，2018年加入TVB
- 歐陽德勛（1990年）1990年轉回電視藝員及電台主持
- 蔡興麟（1991年－1994年）1994年约满。2000年跳槽創世季音樂，2010年跳槽天下环星
- 陸家俊（1992年－1994年）1994年退出歌壇
- 劉美君（1993年－1996年）1996年跳槽滾石唱片，2008年跳槽新藝寶唱片
- 陳雅倫（1993年－1994年）1994年轉回影壇
- 張智霖（1994年－1997年）1997年跳槽百代唱片
- 吳倩蓮（1994年－1996年）1996年跳槽百代唱片，1998年退出歌壇
- 劉愷威（1995年－1998年）1998年退出歌壇
- 何偉圖（1995年－1998年）1998年约满，2012年再出道
- 李中希（1996年）1997年轉型為演員，兩年後再加入TVB
- 黎明（1998年－2004年）2004年跳槽東亞唱片
- 彭羚（1999年－2002年）2002年退出歌壇
- 彭海桐（2000年－2002年）2002年解約，2017年跳槽環球唱片
- 高晨維（2000年－2002年）2002年解約
- 王秀琳（2000年－2002年）2002年解約
- 孫耀威（2002年－2004年）動能音樂代理發行約，2004年跳槽新亞洲娛樂，2006年跳槽正東唱片

### 前貝塔斯曼音樂
- 羅文（1995年－1998年）1998年跳槽飛圖唱片，1999年跳槽英皇娛樂
- 張智霖（1993年－1994年）1995年跳槽索尼音樂
- 范振鋒（1993年－1995年）1995年退出歌壇
- 蔡濟文（1989年－1993年）1993年跳槽飛圖唱片
- 鄭敬基（1990年－1993年）1993年退出歌壇
- 林保怡（1988年－1993年）1993年跳槽星光唱片
- 鍾鎮濤（1995年－1997年）1998年解約
- 孫耀威（1997年－1998年）2000年跳槽大信唱片，2002年跳槽動能音樂（新力音樂代理發行），2004年跳槽新亞洲娛樂，2006年跳槽正東唱片
- 鄭嘉穎（1996年－1998年）1998年解約
- 夏韶聲（1989年－1992年）1992年退出歌壇
- 陳小春（1997年－2006年）2006年跳槽正東唱片，2011年跳槽東亞唱片
- 劉德華（1994年－2001年）2001年跳槽加際唱片，2007年跳槽東亞唱片
- 莫少聰（1993年－1995年）1995年退出歌壇
- 古巨基（1994年－1998年）1998年跳槽千禧年代，2000年跳槽華納唱片，2003年跳槽金牌娛樂，2009年跳槽英皇娛樂
- 鍾漢良（1995年－1999年）1999年合約期滿，2000年跳槽滾石唱片，2015年跳槽發現音樂，2023年跳槽台灣索尼音樂娛樂
- 梁朝偉（1994年－1997年）1998年合約期滿，2000年跳槽環球唱片
- 李克勤（1996年－1998年）1998年解約，1999年跳槽環球唱片
- 何家勁（1994年－1996年）1996年解約，現為索尼音樂常務董事
- 張衛健（2000年－2001年）2001年跳槽加際唱片
- 周俊偉（1998年－2000年）2001年跳槽加際唱片
- 劉美君（1987年－1993年）1993年跳槽索尼音樂，之後退出歌壇，2008年跳槽新藝寶唱片
- 關淑怡（2000年－2002年）2002年解約，2005年跳槽大國文化，2007年跳槽星娛樂，2018年復出跳槽環球唱片
- 張玉珊（1993年－1995年）1995年退出歌壇
- 梅艷芳（1997年－2003年）國語唱片合約
- 黎　姿（1994年－1997年）1997年解約
- 吳君如（1993年－1995年）1995年跳槽寶麗金唱片
- 譚小環（1996年－1998年）1998年退出歌壇
- 車婉婉（1996年－1998年）1999年跳槽環球唱片
- 呂　珊（1990年－1993年）1993年解約，1996年跳槽麗音唱片
- 劉小慧（1994年－1996年）1997年退出歌壇，現為環球唱片執行董事
- 劉嘉玲（1994年－1996年）1997年解約
- 關之琳（1994年－1995年）1995年解約
- 翁　虹（1995年－1997年）1998年解約
- 陳　奕（1995年－1996年）1996年跳槽華星唱片
- 鄭瑞芬（1988年－1993年）1993年退出歌壇
- 杜麗莎（1988年－1990年）1990年退出歌壇
- 曾路得（1987年－1990年）1990年退出歌壇
- 黎瑞恩（1990年）1990年跳槽寶麗金唱片
- 馬怡靜（1995年）1995年退出歌壇，2004年跳槽音樂堡
- 蔡安蕎（1995年－1999年）1999年解約
- 戴威葳（1998年－2000年）2000年跳槽正東唱片
- 何嘉麗（1987年－1989年）1989年跳槽百代唱片，現於新聞傳播界
- 伍婉琛（1995年－1996年）1996年退出歌壇
- 張　茵

## 外部連結
- 官方网站
- 索尼音樂娛樂香港的Facebook專頁
- YouTube上的索尼音樂娛樂香港頻道
- 索尼音樂娛樂香港的Instagram帳戶